# Коњен ле Горж
Коњен ле Горж (фр. Cognin-les-Gorges) насеље је и општина у источној Француској у региону Рона-Алпи, у департману Изер која припада префектури Гренобл.
По подацима из 2011. године у општини је живело 661 становника, а густина насељености је износила 52,8 становника/km². Општина се простире на површини од 12,52 km². Налази се на средњој надморској висини од 270 метара (максималној 1.120 m, а минималној 166 m).

## Демографија
| 1962. | 1968. | 1975. | 1982. | 1990. | 1999. | 2011. |
| ----- | ----- | ----- | ----- | ----- | ----- | ----- |
| 372   | 397   | 341   | 425   | 532   | 539   | 661   |

График промене броја становника у току последњих година